# کارلو اینفاشلی
کارلو اینفاشلی (انگلیسی: Carlo Infascelli؛ ‏ ۱ ژانویهٔ ۱۹۱۲ – ۳۰ اکتبر ۱۹۸۴) تهیه‌کننده، فیلم‌نامه‌نویس، کارگردان، تدوین‌گر و روزنامه‌نگار اهل ایتالیا بود. او در سال ۱۹۷۷ و به‌دنبال مرگ پسرش، صنعت سینما را رها کرد.
از فیلم‌هایی که وی در آن‌ها نقش داشته است، می‌توان به هزار و یک شب ایتالیایی، دکامرون ممنوعه و تبهکاران اشاره نمود.